# William Pryer Memorial

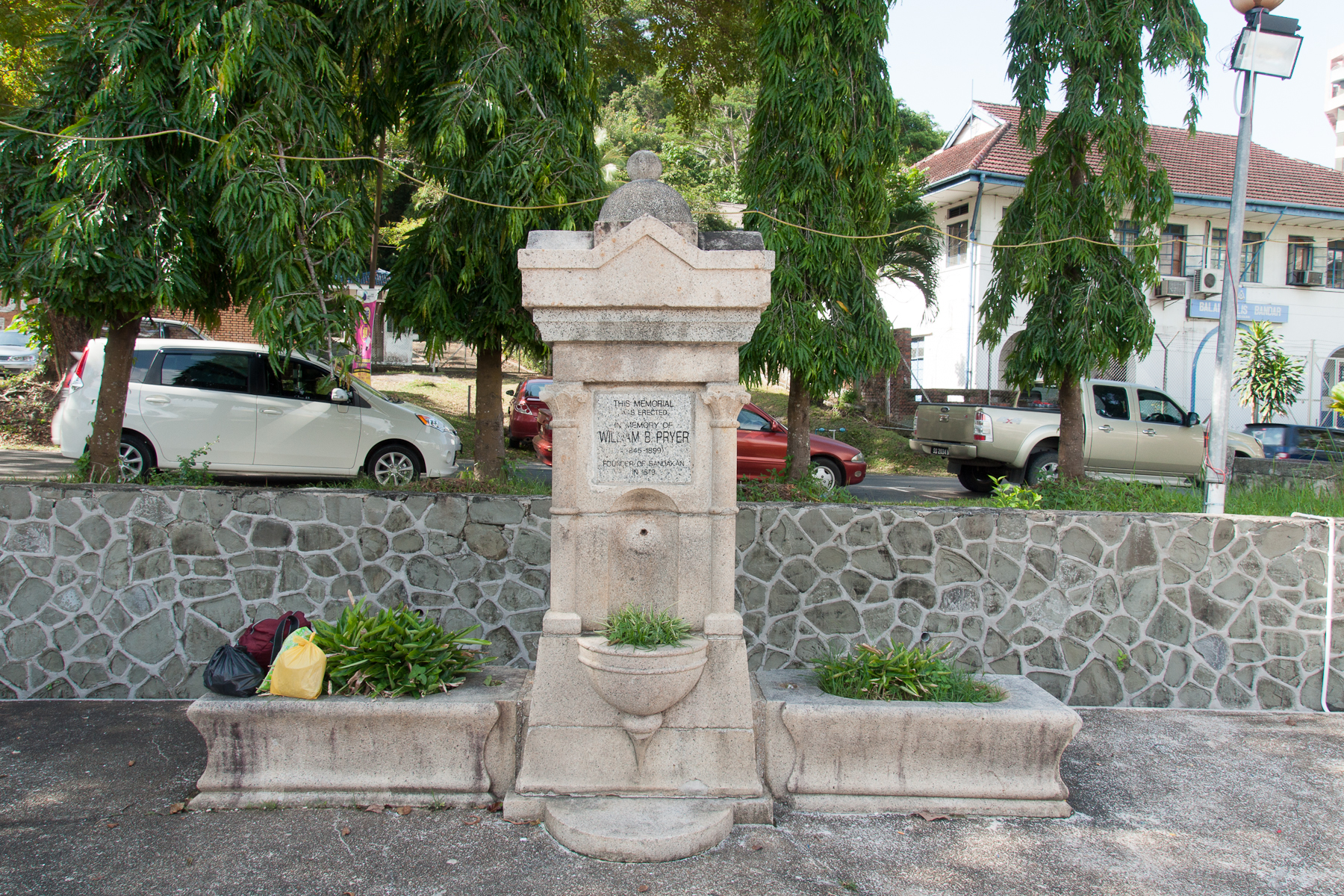
Das William Pryer Memorial

Das William Pryer Memorial (deutsch William-Pryer-Brunnen) ist ein Denkmal, das die malaysische Stadt Sandakan in Erinnerung an ihren Gründer William Burgess Pryer errichtete. Der Brunnen ist Teil des Sandakan Heritage Trails, einem „Denkmalpfad“, der die historischen Sehenswürdigkeiten Sandakans verbindet.

## Beschreibung des Brunnens
Der Brunnen aus Granit ist in eine Mittelteil mit Gedenkinschrift und Wasserspeiern und zwei flankierenden Brunnentrögen gegliedert. Die Gedenkinschrift lautet:
|  | This Memorial was erected in Memory of William B. Pryer 1845-1899 Founder of Sandakan in 1879 |

## Aufstellungsort
Der Aufstellungsort des Brunnens wechselte über die Jahre hinweg. Bereits in den 1950er Jahren war er ein beliebtes Fotomotiv. Zunächst stand er auf einem Platz, der heute vom Sandakan Municipal Council belegt wird. Anfang der 1960er Jahre wurde das Denkmal an einen Platz oberhalb des town padang verlegt. Von diesem vorteilhaften Platz – das Denkmal überblickte die Sportanlagen und war weithin zu sehen – musste es wiederum weichen, als die North Road zu einer vierspurigen Straße ausgebaut wurde.
Die Stadtverwaltung lagerte den Brunnen zunächst ein. Seinen heutigen Platz auf dem „MPS Square“ fand das Denkmal zusammen mit dem Denkmal für die Beamten der Chartered Company nach der Umgestaltung des hier vormals befindlichen, ehemaligen Hockeyfeldes.